# Loguivy-Plougras
Loguivy-Plougras (tiếng Breton: Logivi-Plougraz) là một xã của tỉnh Côtes-d’Armor, thuộc vùng Bretagne, tây bắc Pháp.

## Dân số
Người dân ở Loguivy-Plougras được gọi là Loguiviens.